# Brejinho (ort)
Brejinho är en ort i Brasilien.   Den ligger i kommunen Brejinho och delstaten Rio Grande do Norte, i den östra delen av landet, 1 700 km nordost om huvudstaden Brasília. Brejinho ligger 151 meter över havet och antalet invånare är 7 625.
Terrängen runt Brejinho är huvudsakligen platt. Brejinho ligger uppe på en höjd. Närmaste större samhälle är São José de Mipibu, 18,4 km nordost om Brejinho.
Omgivningarna runt Brejinho är huvudsakligen savann. Runt Brejinho är det ganska tätbefolkat, med 70 invånare per kvadratkilometer.